# 정유선
정유선(1997년 ~ )는 대한민국의 육상 포환던지기 선수다.

## 경력
2023년 카자흐스탄 아스타나에서 열린 아시아 실내 육상 선수권에서 한국 최초로 아시아 실내 대회 금메달을 획득하였다. 태국 방콕에서 열린 아시아 선수권에서 16.89m의 기록으로 4위를 하였다.